# Derringer (pistola)
Il termine derringer è una storpiatura del cognome di Henry Deringer, famoso costruttore di pistole tascabili vissuto nel XIX secolo. Numerose copie della Philadelphia Deringer originale furono realizzate da altri costruttori in tutto il mondo, utilizzando spesso il nome erroneo che divenne presto un'alternativa generica a quello di pistola tascabile, assieme a quello di palm pistol (pistola da palmo). La Deringer originale era una pistola ad avancarica a colpo singolo. Anche dopo l'avvento delle armi a cartuccia, queste ultime venivano chiamate derringer. Con questa pistola fu ucciso il presidente degli Stati Uniti Abraham Lincoln.

## Design

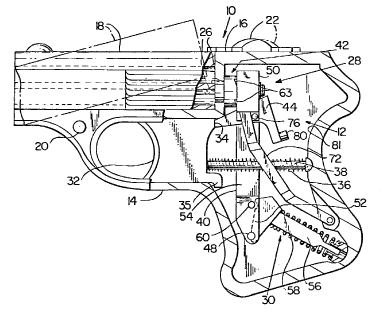
Diagramma della pistola a quattro colpi derringer. Brevetto 4,407,085

La derringer era generalmente la pistola più piccola di un dato calibro. Veniva utilizzata frequentemente dalle donne, poiché era facilmente trasportabile all'interno di una borsetta. Le Derringer non erano armi a ripetizione. La cartuccia originale teneva solo un colpo, di solito calibro .40. Il famoso modello Remington raddoppiò la capacità, pur mantenendo la dimensione compatta. La derringer Remington era una calibro .41 Short ed ebbe grande popolarità. La derringer Remington fu venduta dal 1866 al 1935.
Il design Remington rimase popolare anche con l'avvento di pistole più performanti possibili grazie all'utilizzo di polvere da sparo senza fumo invece della classica utilizzata fino al XIX secolo.
La Remington viene ancora prodotta e venduta; viene utilizzata sia dai partecipanti ai Cowboy Action Shooting sia come arma personale. Alcuni critici ritengono che la derringer non sia un'arma adeguata alla difesa personale in quanto ha una capacità di soli due colpi.

## Philadelphia Deringer

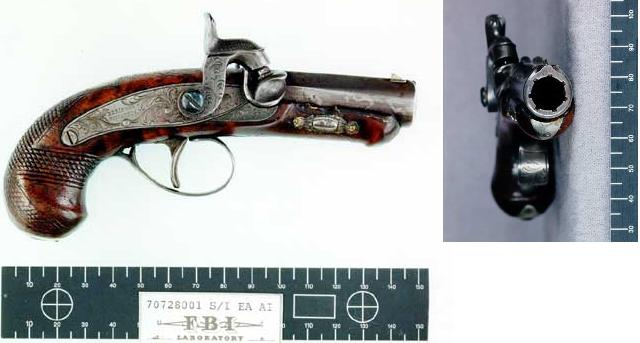
Una Philadelphia Deringer originale, costruita da Henry Deringer. Fu la pistola tascabile usata da John Wilkes Booth durante l'assassinio di Abraham Lincoln.

La Philadelphia Deringer era una pistola tascabile a percussione, prodotta da 1852 al 1868. Fu molto popolare al tempo e venne copiata dai produttori concorrenti.
Dagli archivi di Henry Deringer si evince che queste pistole venivano spesso vendute in coppia. Questo per compensare la limitata efficacia di una pistola a colpo singolo e la relativa poca affidabilità.
Inizialmente popolare tra gli ufficiali militari, la Derringer acquisì popolarità tra i civili che volevano possedere una pistola piccola e facilmente occultabile da utilizzare per difesa personale.
In totale, furono prodotte circa 15 000 Deringer. La lunghezza della canna variava da 1.5" a 6" ed il corpo era generalmente costituito da una lega di rame e nickel conosciuta come alpacca.
A causa della loro piccola dimensione e della facile reperibilità, a volte le Derringer erano considerate lo strumento preferito da criminali ed assassini. La Philadelphia Derringer più famosa è senz'altro quella utilizzata nel 1865 da John Wilkes Booth per assassinare Abraham Lincoln.

## Remington Derringer

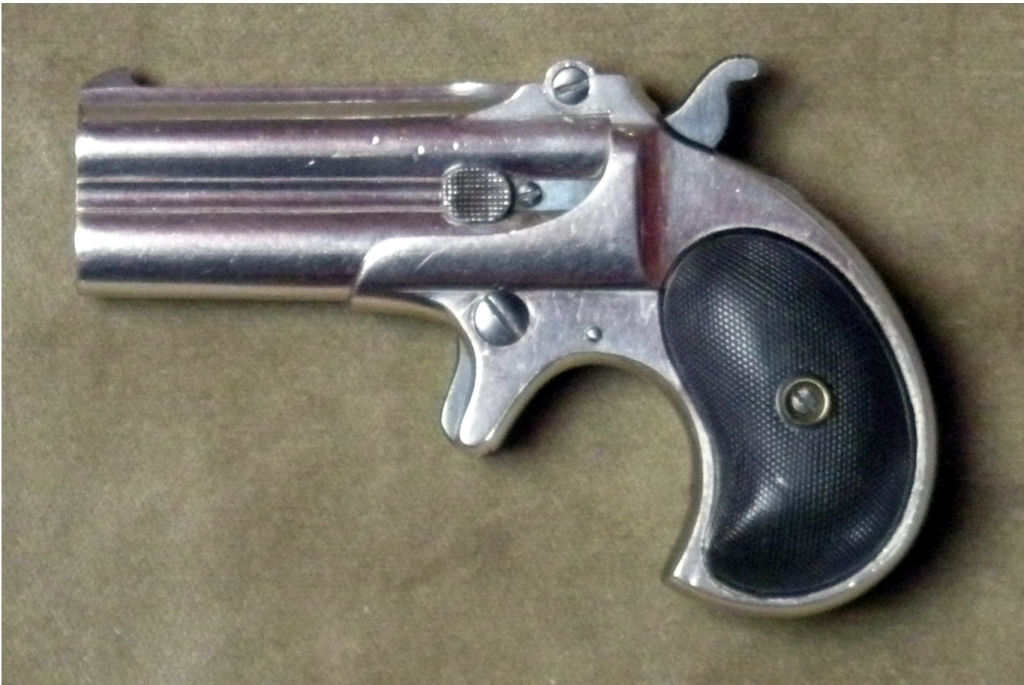
Remington Double Derringer calibro .41 anulare

La Remington fu venduta tra il 1866 ed il 1935. Raddoppiò la capacità di fuoco aggiungendo al design originale una seconda canna. Fu prodotta solo nel calibro .41 a canna corta. Nel 1888 la Remington andò in bancarotta e fu acquisita da Hartley and Graham di New York. La compagnia fu rinominata in Remington Arms Co. e a partire dal 1889 tutte le Remington furono marchiate con quel nome.

## Galleria d'immagini

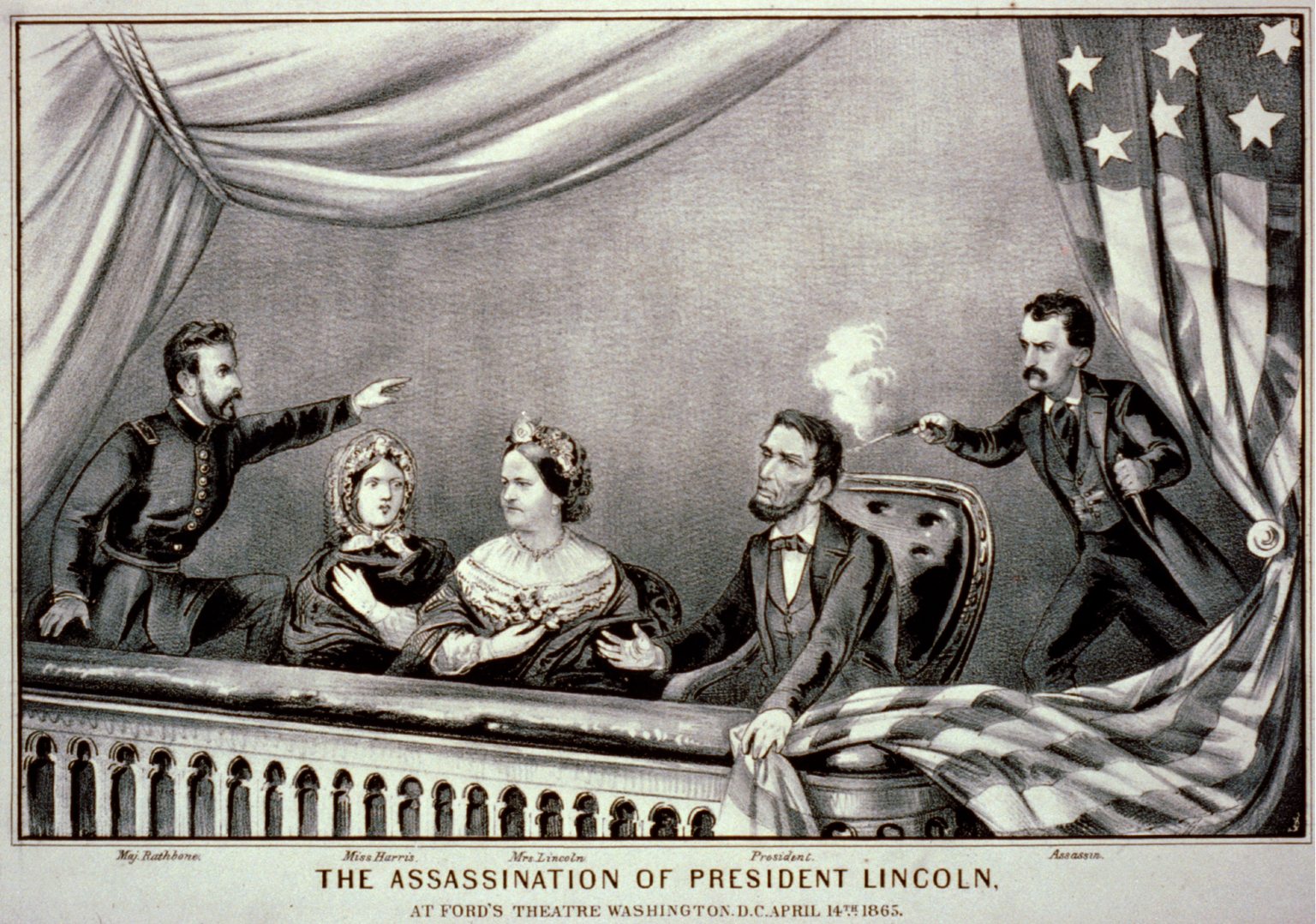
Riproduzione di Currier and Ives dell'assassinio di Abraham Lincoln da parte di John Wilkes Booth con una Philadelphia Deringer.
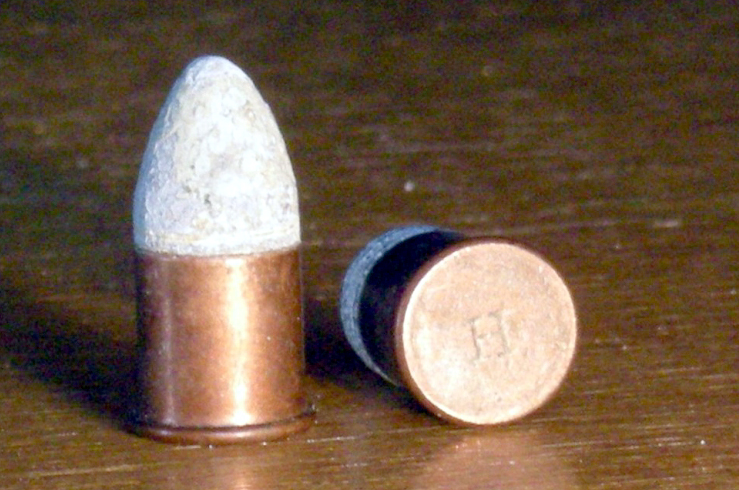
Cartuccia calibro .41
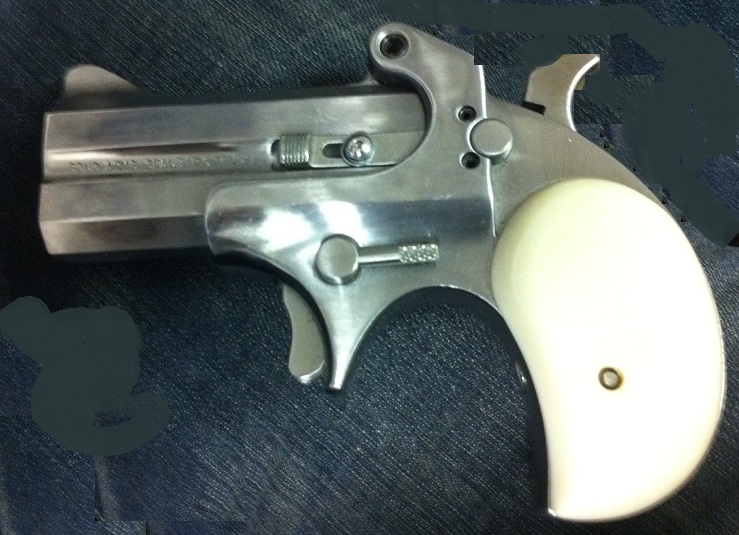
Una moderna derringer a doppia canna costruita dalla Bond Arms